# Metacynorta spinofemoralis
Metacynorta spinofemoralis is een hooiwagen uit de familie Cosmetidae.